# هنري دونينغ مور
هنري دونينغ مور هو سياسي أمريكي، ولد في 13 أبريل 1817، وتوفي في 11 أغسطس 1887. نشط حزبياً في الحزب الجمهوري. وقد انتخب أمين صندوق الدولة ‏ وانتخب عضو مجلس النواب الأمريكي ‏.